# Antsingy-Bilchschwanz
Der Antsingy-Bilchschwanz (Eliurus antsingy) ist eine Art der Madagaskar-Ratten innerhalb der  Bilchschwänze (Eliurus). Die Art lebt endemisch im Westen von Madagaskar.

## Merkmale
Der Antsingy-Bilchschwanz erreicht eine Kopf-Rumpf-Länge von 14,2 bis 15,3 Zentimetern bei einer Schwanzlänge von 15,3 bis 19,5 Zentimetern; das Gewicht beträgt 87 bis etwa 100 Gramm. Damit handelt es sich um eine kleine Art der Nagetiere. Die Rückenfärbung ist dunkelbraun bis grau-braun mit fast schwarzer Unterwolle; der Bauch ist weiß bis grau-weiß und variiert zwischen den Individuen. Der Schwanz ist im vorderen Bereich fast nackt und in der hinteren Hälfte mit braunen oder braun-grauen Haaren besetzt, wobei teilweise weiße Haare eingesprengt sind. Der Schwanz endet in einer Quaste an der Schwanzspitze, die individuell weiße und braune Wirbel aufweisen kann. Die Unterschenkel, die Füße und die Zehen sind weiß.
Die Weibchen besitzen drei Paar Zitzen.

## Verbreitung
Die Art lebt endemisch im westlichen Madagaskar und ist dort von verschiedenen Fundorten bekannt.

## Lebensweise
Über die Lebensweise des Antsingy-Bilchschwanzes liegen nur sehr wenige Informationen vor. Er lebt in trockenen sommergrünen Wäldern in karstigen Tsingyhabitaten in Höhen von 100 bis 450 Metern. Die Tiere sind nachtaktiv und es ist anzunehmen, dass sie sich vor allem von Samen ernähren. Sie leben vorwiegend am Boden oder in den Kalksteinsäulen (Tsingys). Einige Individuen wurden in Bäumen im Bereich enger Täler oder in der Nähe von felsigen Habitaten gefangen.

## Systematik
Der Antsingy-Bilchschwanz wird als eigenständige Art innerhalb der Gattung der Bilchschwänze (Eliurus) eingeordnet. Die wissenschaftliche Erstbeschreibung der Art stammt von den Zoologen Michael D. Carleton, Steven M. Goodman und Daniel Rakotondravony aus dem Jahr 2001, die sie anhand von Individuen aus der Provinz Toliara nahe der Stadt Bekopaka einführten.
Innerhalb der Art werden neben der Nominatform keine Unterarten unterschieden.

## Status, Bedrohung und Schutz
Der Antsingy-Bilchschwanz wird von der International Union for Conservation of Nature and Natural Resources (IUCN) aufgrund fehlender Daten nicht in eine Gefährdungskategorie eingeordnet, sondern als „data deficient“ geführt. Es gibt mehrere bekannte Fundorte innerhalb von Schutzgebieten, obwohl diese trotz Schutz immer noch örtlich begrenzt illegal abgeholzt werden. Aufgrund des spezifischen Lebensraums, in dem diese Art vorkommt, geht man davon aus, dass der Antsingy-Bilchschwanz gefährdet sein könnte.

## Belege
1. 1 2 3 4 5 6 7  Antsingy Tufted-tail Rat. In: S.M. Goodman, A. Monadjem: Family Nesomyidae (Pouched Rats, Climbing Mice and Fat Mice) In: Don E. Wilson, T.E. Lacher, Jr., Russell A. Mittermeier (Herausgeber): Handbook of the Mammals of the World: Rodents 2. (HMW, Band 7) Lynx Edicions, Barcelona 2017, S. 185. ISBN 978-84-16728-04-6.
2. 1 2  Eliurus antsingy. In: Don E. Wilson, DeeAnn M. Reeder (Hrsg.): Mammal Species of the World. A taxonomic and geographic Reference. 2 Bände. 3. Auflage. Johns Hopkins University Press, Baltimore MD 2005, ISBN 0-8018-8221-4.
3. 1 2  Eliurus antsingy in der Roten Liste gefährdeter Arten der IUCN 2016. Eingestellt von: R. Kennerley, 2016. Abgerufen am 20. Mai 2020.